# Дегтерьови
Рід Дегтерьо́вих — старовинний купецький старообрядницький рід, відомий у Києві в XIX столітті. Представник роду — Парфеній Дегтерьов — був першим київським міським головою, обіймав цю посаду з 1835 по 1837 рік.
Початок 250-літній історії роду поклав Тимофій Дегтерьов, який ще у середині XVII століття володів крамницями у Калузі. На початку 1830-х років імператор Микола І оголосив режим «найбільшого сприяння» для російських купців, які мали пожвавити торгівлю в Південно-Західному краї. Серед багатьох купців, що з'їхалися тоді до Києва, були й Дегтерьови, які мали тут своє «представництво» ще в 1813 році — саме тоді Петро Дегтерьов придбав землю на Подолі біля Іллінської церкви.
Старообрядницький «толк», до якого належали Дегтерьови, визнавав зверхність православної церковної ієрархії, тому вони жили і торгували в Києві, не зазнаючи ніяких релігійних утисків. Поруч з ділянкою Петра Дегтерьова з'явились садиби його братів Михайла та Івана; у середині XIX століття тут був осередок вже наступного покоління — Родіона Петровича, Тимофія і Парфенія Михайловичів та Володимира Івановича. Вони заснували в Києві перший завод металевих виробів, а «магазин Дегтерьова» на Подолі відомий під цим іменем і в наш час.
Проте найвідоміший з того покоління Дегтерьових, Парфеній Михайлович (1796–1837), значної нерухомості в Києві не мав, що не завадило йому висунути свою кандидатуру на вибори міського голови, перші після скасування магдебурзького права в 1834 році. З другої спроби (результати перших виборів не затвердив військовий губернатор Василь Левашов) Парфеній Дегтерьов 29 березня 1835 року очолив міську «шестигласну» думу. Раптова смерть 7 березня 1837 року перешкодила йому зарекомендувати себе на цій посаді. Відвернулася доля і від його двоюрідних братів: металургійний завод Родіона розорився, магазин Тимофія не давав великих прибутків.
Підняти сімейний бізнес на вищий рівень спромігся представник вже третього покоління київських Дегтерьових — Михайло Парфентійович, який став одним з найбагатших та найвпливовіших людей у місті. Відомий був у Києві і його двоюрідний брат Микола Тимофійович, засновник бібліотеки Купецького зібрання.